# Helvibis germaini
Helvibis germaini är en spindelart som beskrevs av Simon 1895. Helvibis germaini ingår i släktet Helvibis och familjen klotspindlar. Inga underarter finns listade i Catalogue of Life.